# Iyonus yuyama
Genre
Espèce
Iyonus yuyama, unique représentant du genre Iyonus, est une espèce d'opilions laniatores de la famille des Podoctidae.

## Distribution
Cette espèce est endémique de la préfecture d'Ehime au Japon. Elle se rencontre vers Matsuyama.

## Description
La femelle holotype mesure 2,95 mm.

## Étymologie
Son nom d'espèce lui a été donné en référence au lieu de sa découverte, Yuyama.

## Publication originale
- Suzuki, 1964 : « A new representative of the Erecananinae (Phalangodidae: Phalangida) from Japan. » Annotationes Zoologicae Japonenses, vol. 37, p. 221–225.